# Neues Lindener Rathaus (Hannover)
Das Neue Lindener Rathaus ist ein Gebäude im Stadtteil Linden-Mitte der niedersächsischen Landeshauptstadt Hannover. Es befindet sich am Lindener Marktplatz.

## Entstehung

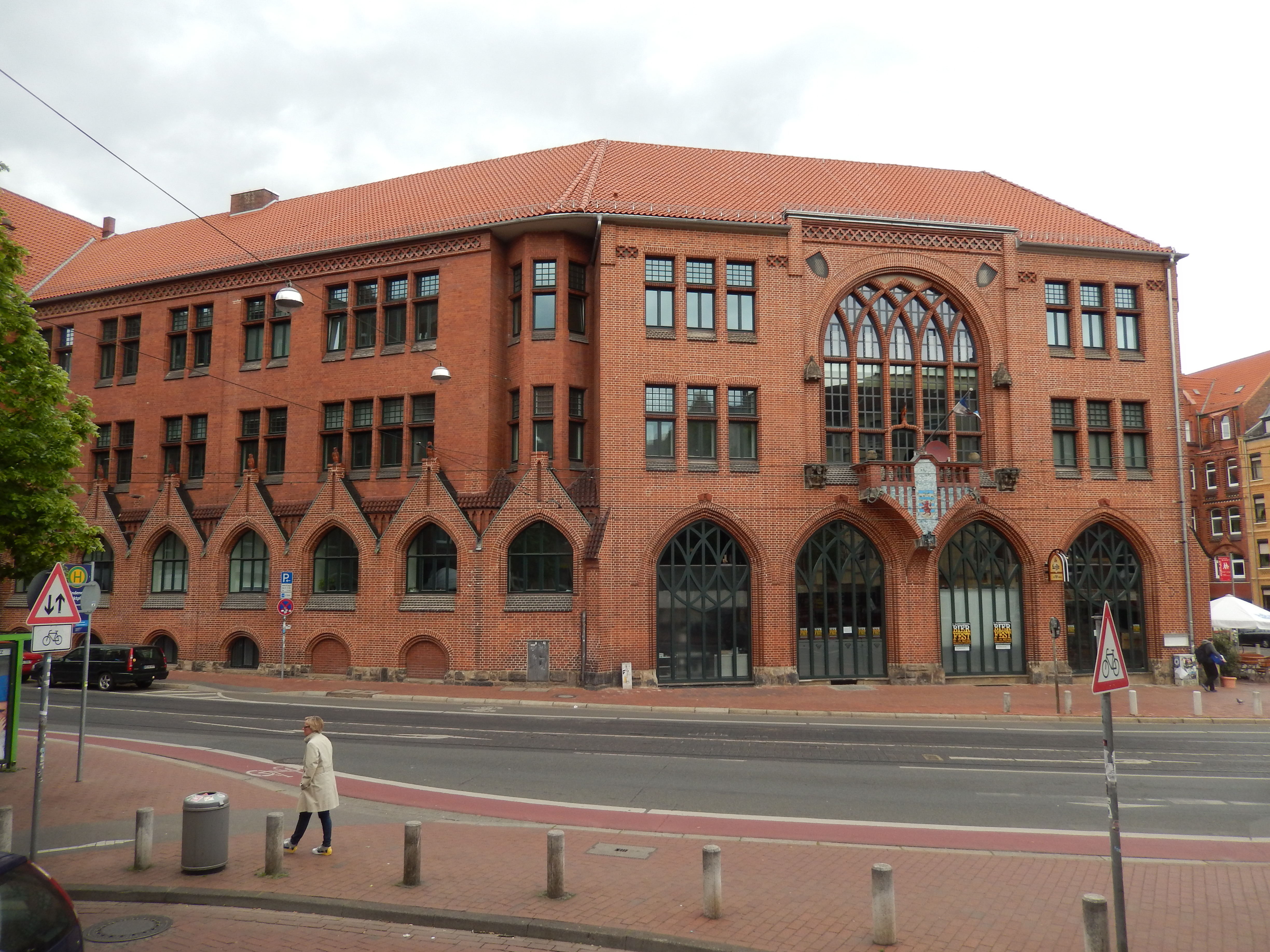
Südfassade des Neuen Lindener Rathauses

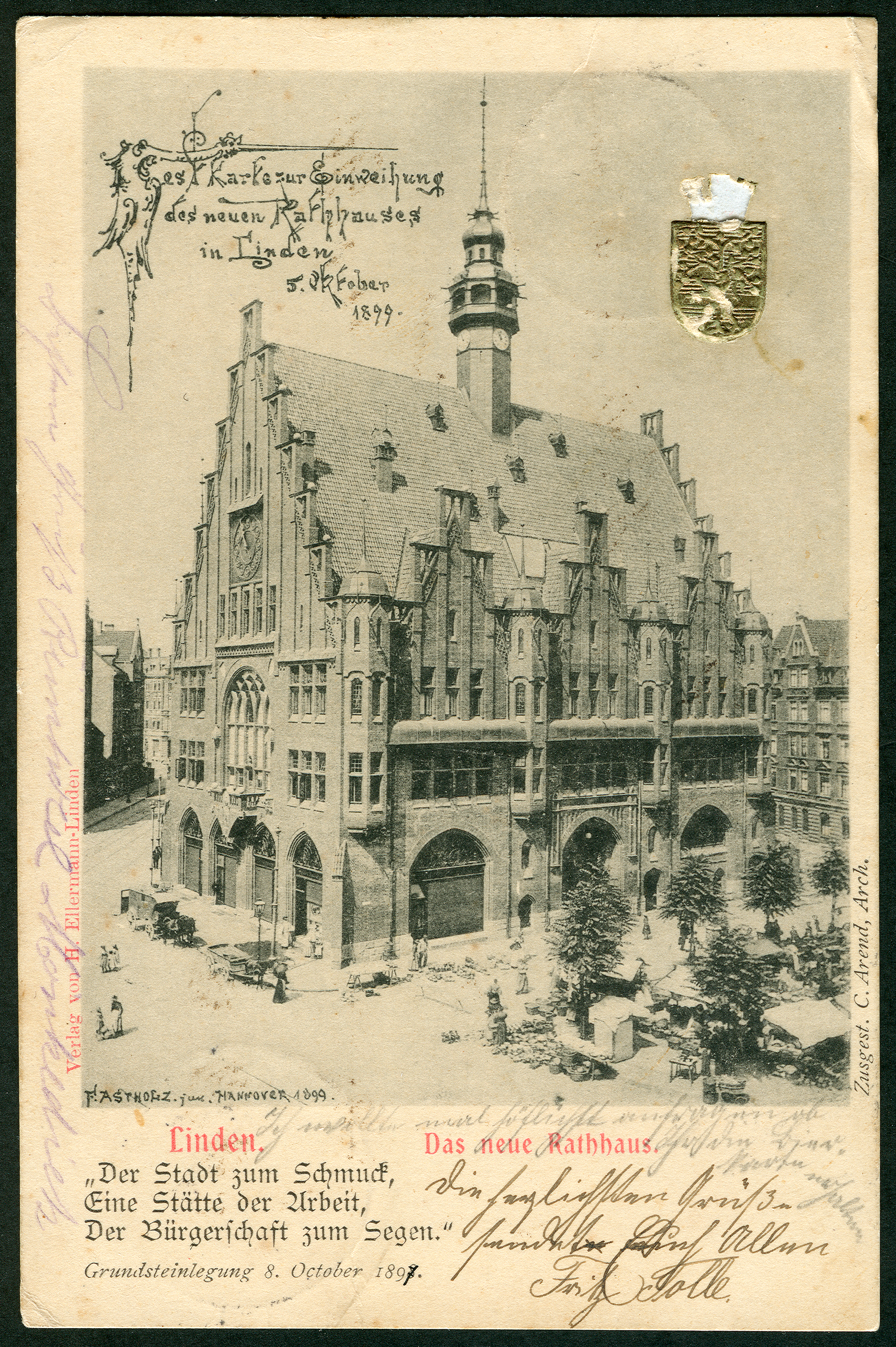
Lindener Rathaus, 1899

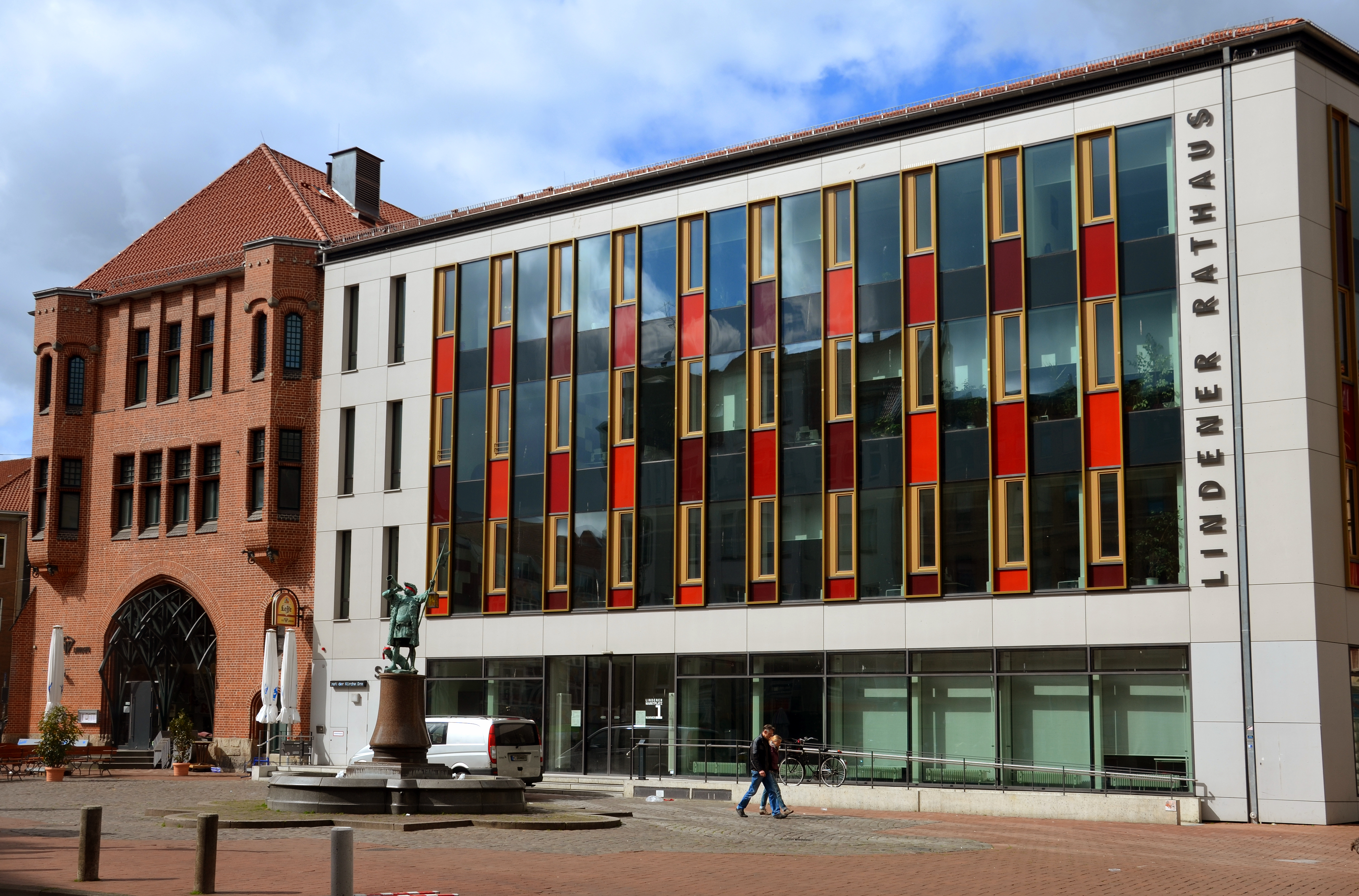
Ostfassade am Lindener Marktplatz

Das Dorf Linden vor den Toren Hannovers war zu Zeiten der Industrialisierung zu einer Stadt angewachsen, die von 1885 bis 1920 eigenständig war, bevor sie zu Hannover eingemeindet wurde. In dieser Zeit verfügte die Stadt zunächst über ein Rathaus an der Deisterstraße/Ecke Ricklinger Straße, das 1884 eingeweiht wurde und heute als Altes Lindener Rathaus bezeichnet wird. Es wurde für die schnell wachsende Industriestadt Linden bald zu klein. 1896 wurde ein neuer Marktplatz für die Stadt angelegt. Er sollte die neue Visitenkarte Lindens werden: mit anspruchsvoller Architektur, bürgerlichen Wohn- und Geschäftshäusern und   dem neuen Rathaus, das in der prunkvollen Wilhelminischen Ära entsprechend repräsentativ sein sollte.
Der gewählte Architekt Emil Seydel hatte einen historistischen Ziegelbau mit Erkertürmen, einem durch eine Reihe von flachen Spitzbogenarkaden gegliederten Untergeschoss, Staffelgiebeln, Ornamentbändern und einem Dachreiter mit einer barocken Turmhaube entworfen. 495.000 Goldmark. 1899 wurde das neue Rathaus eröffnet.
Innerhalb von zwei Monaten siedelte die gesamte städtische Verwaltung aus dem rund 500 Meter entfernten alten Rathaus und weiteren Gebäuden über. Das neue Rathaus beherbergte nicht nur alle Lindener Ämter, sondern auch den Sitzungssaal des Lindener Magistrats und die Dienstwohnung des Lindener Bürgermeisters. Im Erdgeschoss waren anfangs mehrere Räume als Ladengeschäfte vermietet, bevor die Sparkasse der Stadt Linden die Räume übernahm.

## Nach dem Krieg
Erbaut im Stile mittelalterlicher Backsteingotik, wurde das Rathaus nach den Zerstörungen im Zweiten Weltkrieg vereinfacht wieder hergestellt und durch Betonfachwerk ergänzt.
1979 verließ die Sparkasse das Gebäude. 1981 wurde erstmals nach dem Krieg wieder ein Ratskeller im Gebäude eingerichtet, eine gediegen-bürgerliche Mischung aus Kneipe und Restaurant. Ein neuer Pächter änderte 1991 das Konzept des Lokals und änderte den Namen in GIG (englisch: Auftritt von Musikern), fortan war es eine Mischung aus Bistro und Veranstaltungszentrum.
Nach einer Sanierung in den Jahren 2012 und 2013 gehört das Neue Rathaus mit einem Mix aus historischer Backsteinarchitektur und moderner rot-weißer Glasfassade zu den markantesten Bauten in Linden.
Seit der Sanierung verfügt die Volkshochschule Hannover im Rathaus über ein „Lernzentrum“: Unterrichtsräume, EDV-Schulungsräume, einen Bewegungsraum und eine Lehrküche nebst Esszimmer. Außerdem beherbergt das Neue Rathaus das Bürgeramt Linden, den kommunalen Sozialdienst, die Lindener Filiale der Stadtbibliothek und einen Raum für den Lindener Bezirksbürgermeister.